# Gordel van smaragd (Multatuli)
Gordel van smaragd is een bijnaam van Nederlands-Indië die bedacht is door de 19e-eeuwse Nederlandse schrijver Eduard Douwes Dekker ("Multatuli"). Smaragd is een heldergroene edelsteen. De bijnaam verwijst naar de ligging en uitgestrektheid van de Indonesische archipel (als een gordel) en de schoonheid van de natuur in dat land (als smaragd).
Multatuli gebruikte de naam in het laatste hoofdstuk van zijn spraakmakende boek Max Havelaar (1859), dat eindigt met een aanklacht direct gericht aan koning Willem III: 
"Want aan U draag ik mijn boek op, Willem den derden, Koning, Groothertog, Prins... meer dan Prins, Groothertog en Koning... KEIZER van 't prachtig rijk van INSULINDE dat zich daar slingert om den evenaar, als een gordel van smaragd..."
In Amsterdam bevinden zich twee kunstwerken die deze naam dragen: een reliëf in de vorm van de Indonesische archipel aan de gevel van Sumatrastraat 146-160 in Amsterdam-Oost (Gordel van smaragd, Peter Doeswijk, 2015) en een monument op begraafplaats Zorgvlied. Eveneens in Amsterdam, op het KNSM-eiland in het Oostelijk Havengebied, staat een woongebouw met de naam Emerald Empire (Jo Coenen, 1996), een letterlijke vertaling van gordel van smaragd in het Engels. Tijdens de eerste helft van de twintigste eeuw vetrokken vanaf het KNSM-eiland en het naastgelegen Java-eiland talloze schepen naar de kolonie Indië.